# Ernesto Teodoro Moneta
Ernesto Teodoro Moneta (Milano, 20 settembre 1833 – Milano, 10 febbraio 1918) è stato un giornalista e patriota italiano.
È l'unico italiano ad aver ricevuto il premio Nobel per la pace, che gli fu conferito nel 1907.

## Biografia

### Anni giovanili
Nacque il 20 settembre 1833 da un'antica e aristocratica famiglia milanese: i Moneta, già Capitanei di Porta Romana e titolari della Zecca di Milano.
Dal papà, Carlo Aurelio, aveva ereditato una solida posizione economica, ottenuta a sua volta dal padre, Giuseppe Moneta, primo industriale a produrre sapone e soda in versione moderna.
Ernesto Teodoro Moneta passò la sua giovinezza nel Comune di Missaglia in due ville di campagna, ed ebbe un'educazione consona alla tradizione dei suoi antenati (notai, giuristi, ecclesiastici, studiosi), ma non cedette alle seduzioni di una tranquilla vita aristocratica.
Fin dall'adolescenza fu influenzato dall'esperienza della lotta per l'indipendenza contro l'Austria: lo troviamo, infatti, appena quindicenne, a combattere sulle barricate, durante le Cinque giornate di Milano, insieme al padre e ai fratelli, per difendere la casa di famiglia. In quell'occasione, vide morire tre soldati austriaci, che spirarono di fianco a lui.
Un documento ritrovato dall'Archivio Storico dell'Ateneo attesta la presenza del ragazzo all'Università degli Studi di Pavia: Ernesto ha studiato in quel luogo discipline politico-legali per un periodo di un anno. Lasciò dopo poco tempo l'ateneo perché  decise di voler partecipare alle lotte risorgimentali.

### Militare
Moneta, fervente patriota, partecipa agli eventi bellici del Risorgimento: dal 1848 al 1849 e poi dal 1858 al 1866 si impegnò nella causa dell'indipendenza e unificazione dell'Italia.
Dopo gli studi alla Scuola militare di Ivrea, fu volontario nel 1859 nei Cacciatori delle Alpi e seguì Garibaldi nell'impresa dei Mille (1860) dove fu ufficiale di stato maggiore del generale Giuseppe Sirtori di cui divenne aiutante di campo. Rimasto nell'esercito regolare nel 1861 con il grado di sottotenente, partecipò alla sfortunata battaglia di Custoza (1866). Disilluso e amareggiato dalla campagna del 1866, interruppe la carriera militare per ritornare alla vita civile e dedicarsi alla politica e al giornalismo.

### La direzione delSecolo
Nel 1867 due suoi amici rilevarono il giornale Il Secolo, fondato nel 1866 da Edoardo Sonzogno. Inizialmente Moneta collaborò come critico teatrale per poi diventare direttore della testata nel 1869. Ricoprì il ruolo fino al 1896. Moneta trasformò Il Secolo in un potente strumento di formazione dell'opinione pubblica, senza compromettere il suo bilancio editoriale. Benché fosse rispettoso della religione e cattolico praticante, il suo giornale assunse spesso posizioni politiche anticlericali: convinzione di Moneta era che il potere del Vaticano costituisse un impedimento all'unificazione italiana e al progresso sociale.
Il 2 dicembre 1875 sposò Ersilia Caglio da cui ebbe due figli: Luigi ed Emilio che, in virtù di un Regio Decreto, aggiunsero il cognome materno a quello paterno. Da allora i discendenti della famiglia assunsero il cognome Moneta Caglio.
Fu membro della massoneria, attivo nelle logge ambrosiane.

### Attività nel movimento per la pace
Durante gli ultimi anni del XIX secolo Moneta si dedicò alla raccolta di materiale per la sua opera Le guerre, le insurrezioni e la pace nel secolo XIX, che pubblicò in quattro volumi nel 1903, 1904, 1906, e 1910. Il primo volume contiene una puntuale descrizione dello sviluppo del movimento internazionale per la pace durante il corso del secolo.

#### Almanacco per la pace
Nel 1890 cominciò a pubblicare un almanacco annuale chiamato L'Amico della pace. 
Nel 1896, abbandonata la carica di direttore de Il Secolo, continuò comunque a contribuire alle sue colonne di tanto in tanto e a ripubblicare molti dei suoi articoli in piccoli manifesti e periodici.
Nel 1898 fondò la rivista La Vita Internazionale, che ebbe un discreto successo, tanto da garantirne la pubblicazione su basi regolari per molti anni.

#### La Società per la pace e la giustizia internazionale
Nel 1887 fondò l'Unione lombarda per la pace e la Società per la pace e la giustizia internazionale.
Nel 1890, con La Vita Internazionale, la sua indagine e il suo impegno assumono un respiro cosmopolita che lo proietta nello scenario europeo, creando le premesse per il conferimento del premio Nobel per la pace.
Nel 1895 Moneta divenne il rappresentante italiano nella Commissione dell'International Peace Bureau, che ricevette il premio Nobel per la pace nel 1910.

#### Presidente congresso per la pace
Nel 1906 programmò e costruì un Padiglione per la pace all'esposizione internazionale di Milano, durante la quale condusse come presidente il 15º Congresso Internazionale sulla Pace.

### Nobel per la pace
Nel 1907 Ernesto Teodoro Moneta ricevette il premio Nobel per la pace insieme con il giurista francese Louis Renault. Il diploma originale è ora conservato dai discendenti del ramo primogenito della famiglia. Nel 1909 fu dato alle stampe il suo intervento a Oslo, all'istituto del Nobel per la pace, intorno alla necessità di coniugare pacifismo e patriottismo, ed ebbe larga diffusione.
Espresse il suo favore per l'intervento italiano in Libia nel 1912 e per l'entrata in guerra dell'Italia nel 1915 nella prima guerra mondiale.
Per questi motivi, alcuni pacifisti europei chiesero che gli fosse ritirato il premio Nobel.

### Morte e sepoltura

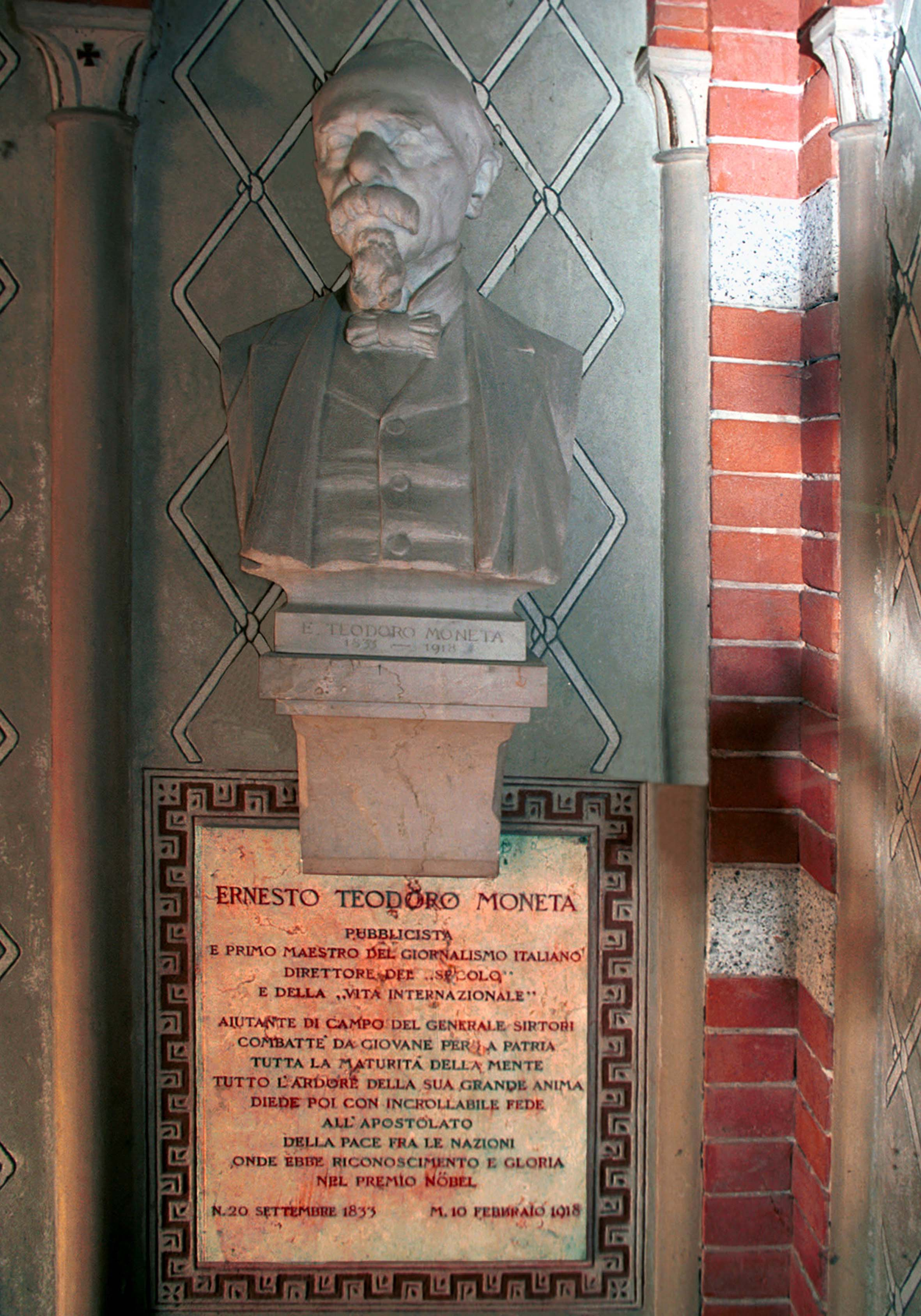
Tomba di Moneta a Missaglia

Dal 1900 fino alla sua morte Moneta soffrì di glaucoma, e subì numerosi interventi agli occhi che riuscirono a evitargli la perdita totale della vista. Moneta morì di polmonite nel 1918, all'età di 84 anni.
È sepolto a Missaglia, nella tomba di famiglia.

## Riconoscimenti

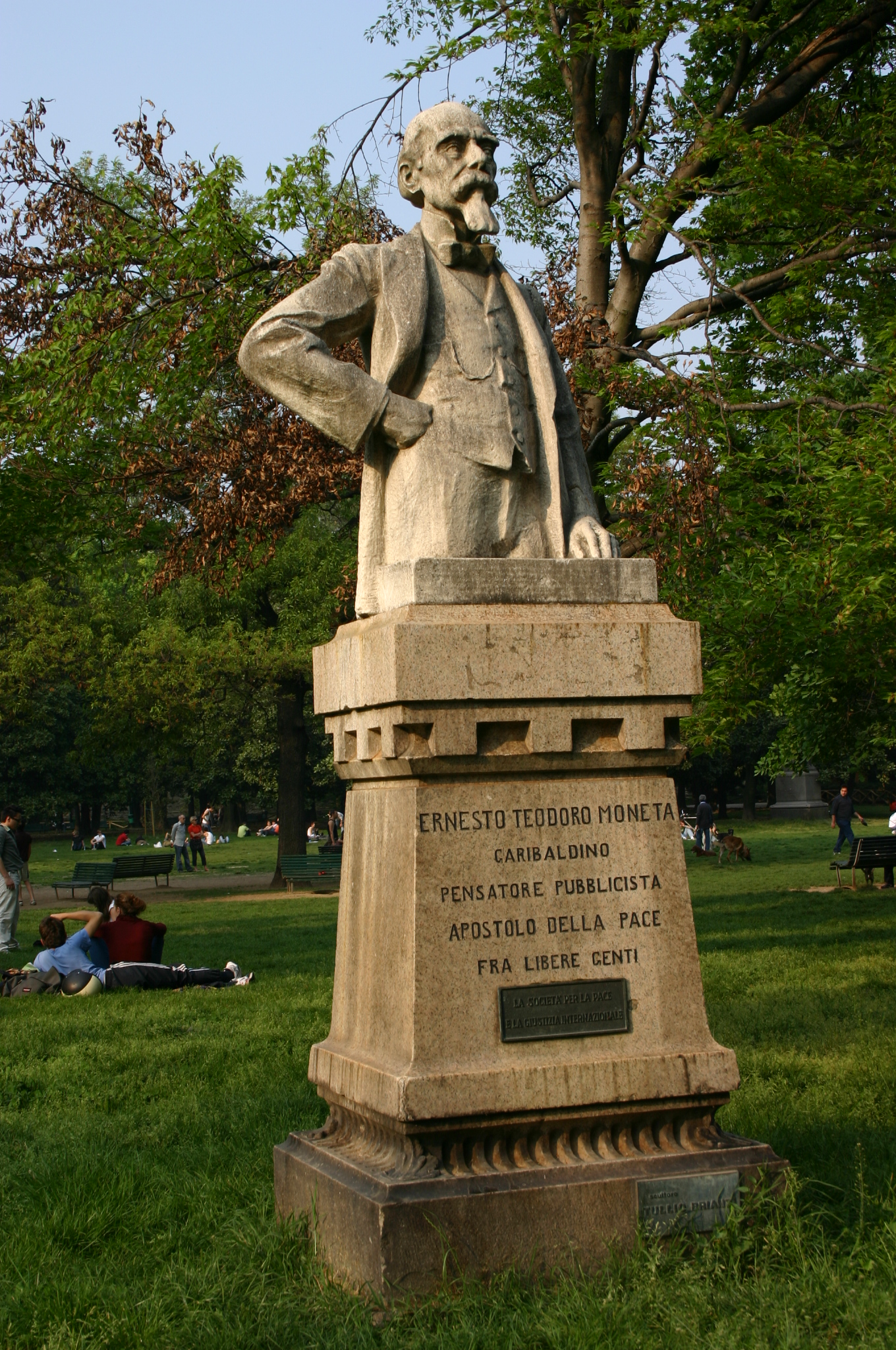
Il monumento a Moneta, a Milano

Un monumento a Milano, eretto da suoi amici nel 1925, lo ricorda nei giardini pubblici Indro Montanelli in corso Venezia; su esso una targa recita: "Ernesto Teodoro Moneta - Garibaldino - Pensatore - Pubblicista - Apostolo della pace fra libere genti".
Il monumento fu ricoverato in un magazzino durante la seconda guerra mondiale, sfuggendo così alla distruzione quando una bomba cadde sul posto.

## Opere
- La morte dell’Imperatore Guglielmo. L’utopia di Mazzini e la Pace, Milano, 1888;
- Il Governo e la Nazione, Milano, 1888;
- Del disarmo e dei modi pratici per conseguirlo per opera dei Governi e dei Parlamenti, Città di Castello, 1889;
- Irredentismo e gallofobia: un po’ di storia, Milano, 1902;
- Le guerre, le insurrezioni e la pace nel secolo XIX. Compendio storico e considerazioniii, I-IV, Milano, 1904-10;
- La pace e il diritto nella tradizione italiana, Milano, 1909
- L’opera delle Società della pace dalla loro origine ad oggi, Milano, 1910;
- Patria e Umanità, Milano, 1912;
- L’ideale della Pace e la Patria, Milano, 1912.